# Jacques-Édouard Alexis
Pour les articles homonymes, voir Alexis.
Jacques-Édouard Alexis, né le 21 septembre 1947 aux Gonaïves (Haïti), est un homme d'État haïtien. Il est Premier ministre du 26 mars 1999 au 7 février 2001 et du 9 juin 2006 au 5 septembre 2008. Il fait également une carrière d'enseignant et d'universitaire.

## Biographie
Jacques-Édouard Alexis est un descendant des présidents haïtiens Pierre-Nord Alexis (1820-1908) et Jean-Louis Pierrot (1761-1857) et du roi Henri d'Haïti (1767-1820).
Il est élève au lycée Geffrard, aux Gonaïves (1959-1964), puis au lycée Toussaint-Louverture, à Port-au-Prince (1964-1966). Il reçoit le diplôme d'ingénieur agronome de l'Université d'État d'Haïti en 1973.
Après ses études, Alexis occupe une série d'emplois dans le milieu universitaire. Il est professeur assistant de chimie à l'université d'État d'Haïti de 1973 à 1976 et un enseignant et assistant de recherche à l'université Laval, Québec, Canada de 1977 à 1978, obtenant sa maîtrise ès-sciences en sciences et technologie des aliments de l'Université Laval en 1979. Il est ensuite professeur de technologie alimentaire et de la technologie post-récolte à l'Université d'État d'Haïti (1979-1987), puis professeur de technologie de la nutrition humaine à l'École moyenne d'agriculture (1979-1985), et doyen de la Faculté d'agronomie et de médecine vétérinaire de l'université d'État d'Haïti (1985-1987). 
Ancien doyen de la Faculté d'agronomie et de médecine vétérinaire de l'université d'État d'Haïti, il coordonne, de 1987 à 1990, la fondation de l'université Quisqueya, la plus grande université privée du pays, dont il est le premier recteur (1990-1995).

## Premier ministre
Avant son premier mandat de Premier ministre de 1998 à 2001, il occupe les postes de ministre de l'Éducation nationale, de la Jeunesse et des Sports, ministre de l'Intérieur, ministre de la Culture pendant le premier mandat de l'actuel président René Préval de 1996 à 2001. Il est de nouveau nommé Premier ministre en 2006 après l'élection de René Préval pour un deuxième mandat

### Destitution
En avril 2008, comme dans d'autres régions du monde, en raison de pénurie et de hausses de prix des produits alimentaires, de violentes « émeutes de la faim » provoquent la destitution du premier ministre le 12 avril. Celui-ci est accusé de ne pas avoir répondu aux attentes de la population, bien qu'une baisse de 15 % du prix du riz, jugée insuffisante, soit annoncée. Selon un bilan non officiel, ces émeutes ont fait en une semaine au moins 5 morts et 200 blessés.
Le président René Préval a jugé injuste la destitution de Jacques-Édouard Alexis, déclarant : « Le gouvernement n’est pas responsable de la hausse des prix ».
Il gère les affaires courantes jusqu'à la nomination de son successeur, le 5 septembre 2008.